# Bosomtwe
Le district de Bosomtwe  (officiellement Bosomtwe  District, en anglais) est l’un des 27 districts de la Région d'Ashanti au Ghana.
Ce district a été formé après que le district de Atwima Kwanwoma  a été ressorti du District de Bosomtwe/Atwima/Kwanhuma, lui-même anciennement formé du district de Ejisu/Juaben/Bosomtwe. 
Dans ce district se trouve le lac Bosumtwi, un des plus grands lacs de cratère d'impact du monde, et qui est devenu un centre d'intérêt pour le tourisme.

## Villes et villages du district
| - Kuntanase - Foase - Jaachie - Esereso - Trede - Aburaso - Ahenema Kokoben - Kromuase - Nwineso No. 1 - Nwineso No. 2 - Nwineso No. 3 - Twedie | - Trabuom - Pramso - Sawua - Yabi (Yabe) - New Brodekwano - Piase - Krofofrom - Nyamiani - Esereso - Boneso - Adjuampong - Ampabame No 1 | - No. 2 Nkoranza - Trede - Beposo - Nyameani - Kyekyebon - Adu-Wamase - Konkori - Adwamase - Dida - Gyekye - Afrancho | - Tetrefu - Sawua - Asaago - Homabenase - Mpatasie - Kwanwoma - Aboabo - Ampeyoo - Kokobiriko - Oyoko - Nuaso - New Kokobiriko - Effia |

## Sources
- GhanaDistricts.com